# Bălilești (okręg Ardżesz)
Bălilești – wieś w Rumunii, w okręgu Ardżesz, w gminie Bălilești. W 2011 roku liczyła 509 mieszkańców.